# Frank Auerbach
Frank Helmut Auerbach, född 29 april 1931 i Berlin, död 11 november 2024 i London, var en tysk målare som blev brittisk medborgare 1947.

## Biografi
Han var son till advokaten Max Auerbach och amatörmålaren Charlotte Nora Burchardt. Auerbach föddes i Berlin men skickades 1939, genom författaren Iris Origos hjälp, till England för att undkomma nazisternas förföljelser. Vid sju års ålder reste han via Hamburg till Southampton. Han återförenades aldrig med sina föräldrar, som tragiskt dog i ett koncentrationsläger.
Under sin skolgång i Kent utmärkte sig Auerbach både som skådespelare och konstnär. Han deltog i pjäser av Peter Ustinov på St Pancras och studerade senare vid Royal College of Art mellan 1952 och 1955. Hans första separatutställning ägde rum 1956 och följdes av stora utställningar på Marlborough Gallery i New York 1969, 1982, 1994, 1998 och 2006. År 1986 representerade han England på Venedigbiennalen, där han delade priset med Sigmar Polke.
Auerbach har haft betydande retrospektiva utställningar, inklusive på Kunstverein i Hamburg, Reina Sofia Art Center i Madrid (1987) och Van Gogh-museet i Amsterdam (1989). Han har också ställts ut på Yale Center for British Art i New Haven och National Gallery i London (1995).